# 原田宗時
原田宗時 (はらだ むねとき，1565年—1593年7月），幼名虎駒，安土桃山時代的武將。伊達氏之家臣。原田宗政之甥（父親是山嶺源市郎）。官至左馬助。
原田氏是伊達氏初代朝宗歷代以來之宿老家臣。由於原田宗政沒有子嗣，且1582年宗政戰死之後，宗時受伊達輝宗之命、而繼承其後。伊達政宗早期就發現其才氣縱橫，宗時18歳便繼承了原田城，掌握軍務，四處征戰，立下顯著戰功，深得政宗之信賴。也曾參與摺上原之戰，戰功彪炳。
1593年，出兵朝鮮時雖受政宗之命渡海，但很快就在釜山染病而返回對馬國，同年死於疾病，享年29。政宗惋惜其英年早逝，以『國風六首』來歌頌他。宗時過世後，後繼無人，受政宗命由桑折家的宗資為其養子，取名原田宗資。
原田宗時與同僚後藤信康有著對立關係，對信康平時的態度感到激憤的宗時，雖向信康提出決闘，但皆被信康告誡以武人本色而告終，因此兩人在之後關係親密。
參戰朝鮮討伐的伊達軍，被譽裝扮極華麗別緻到連首都街上眾民都用「伊達者」來稱呼高調華麗者(花花公子)的地步。尤其原田宗時及後藤信康兩人騎駿馬，配帶長度約一間半的大刀、由肩上掛著金鎖固定，大刀大到幾乎都要碰到地面的地步，更是令眾人驚歎「不愧是伊達者」之插曲發生。
作為宗時之二代後繼的原田甲斐宗輔雖成為仙台藩伊達家的家老，但因伊達騒動而斷絕了兩家的關係。此後直至再受評價為止前，皆留有恥辱家臣的污名。